# German (patriarcha Jerozolimy)
German – prawosławny patriarcha Jerozolimy w latach 1537–1579.